# Kiboud Maulana
Boudewijn Maulana (15 januari 1938 – 6 juni 2015), bekend onder de naam Kiboud Maulana, was een jazz- en bluesgitarist uit Indonesië en de oudere broer van gitarist Ireng Maulana.

## Carrière
Maulana sloot zich ooit aan bij Orkes Studio Jakarta. Aanvankelijk leerde hij klassieke viool, maar later stapte hij over naar de gitaar. Hij begon zijn carrière in de rock-'n-rollmuziek en richtte zijn eigen muziekgroep op onder de naam The Young Boys. Deze muziekgroep nam vaak deel aan bandwedstrijden die veel werden georganiseerd in de jaren 60 en kwam ook vaak als winnaar uit de bus. Kiboud sloot zich aan bij de band Eka Sapta, die bestond uit bekende musici zoals Bing Slamet, Idris Sardi, Enteng Tanamal, Jopie Item, Benny Mustapha, Eddy Tulis en Ireng Maulana.
In deze periode steeg de populariteit van de band Eka Sapta enorm door platen op te nemen die duizenden exemplaren verkochten. Enkele zeer populaire nummers in die tijd waren onder andere Kelip-kelip, een melodie met een gitaarstijl à la Wes Montgomery, gespeeld door Kiboud Maulana. Niet tevreden met de rock-'n-rollstijl, schakelde Maulana over naar het spelen van jazzgitaar nadat hij zich had aangesloten bij Jack Lesmana, Mus Mualim, Bubi Chen, Maryono en Benny Mustapha. Met deze groep nam Maulana in 1967 ook deel aan het Berlin Jazz Festival (Duitsland).
Sindsdien bleef hij trouw aan jazz in al zijn gitaarspel. Hij vormde de jazzgroep Kiboud Maulana Combo samen met Juhari (piano), Taufik (drums), Perry Pattiselanno (bas) en Wiharto (saxofoon). Met deze groep trad hij op in luxe hotels in Jakarta en begeleidde hij zangers zoals Margie Segers, Ermy Kullit en Nunung Wardiman. Samen met Idang Rasjidi, Cendi Luntungan, Embong Rahardjo, Jeffrey Tahalele en Adji Rao vormde hij The Jakarta All Stars, die optraden tijdens het North Sea Jazz Festival in 1994 in Nederland.
Hij overleed op 6 juni 2015 om 04.25 uur aan complicaties van diabetes mellitus. Hij werd opgebaard in het Rs. Karang Tengah Medika (Banten) en op 7 juni begraven op de begraafplaats TPU Kampung Kandang, rond 12.00 WIB.

## Discografie
- (1967) Berlin Jazz Festival en een tour door enkele landen in Oost-Europa, Nederland en Duitsland.
- (1970) Optredens in vijfsterrenhotels in Singapore en Maleisië.
- (1975) Album latin jazz uitgebracht samen met Ireng Maulana.
- (1983) Singapore Jazz Festival.
- (1985) - (1996) Optredens op het North Sea Jazz Festival in Den Haag, Nederland, zeven keer (niet opeenvolgend).[3]
- (1988) - (1997) Jakarta Jazz Festival vijf keer (niet opeenvolgend).
- (1993) Jakarta Jazz Festival, optreden samen met Phil Perry.
- (1988) Optredens in het Sheraton Honolulu samen met Joe Sample.
- (1989) Optredens in Boise, Idaho samen met Gene Harris.
- (1994) Album fusion uitgebracht samen met Embong Rahardjo en Michael Colina.
- (1995) Optredens met Jakarta All Stars op het North Sea Jazz Festival. Optredens met Jakarta All Stars op het Jak Jazz Festival.
- (1996) Deelname aan het ASEAN Jazz Festival in Kuala Lumpur samen met Ireng Maulana, Embong Rahardjo, Benny Likumahuwa, Jeffrey Tahalele, Cendi Luntungan, Dullah Suweileh en Ermy Kullit.
- (2001) Optredens met Jakarta All Stars op het North Sea Jazz Festival (Jeffrey Tahalele, Embong Rahardjo, Idang Rasjidi, Cendi Luntungan, Syaharani & Adjierao).